# Turismo na Itália

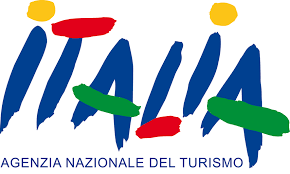
Logo de Italia.it

O turismo é um dos setores econômicos da Itália.
Com 65 milhões de turistas, de acordo com o ISTAT, a Itália é o terceiro país turístico da Europa atrás da França e da Espanha; no entanto, ocupa o segundo lugar em estadias hoteleiras, com 221 milhões de noites, atrás de Espanha (299) e à frente do Reino Unido (161) e França (136).
Segundo estimativas do Banco da Itália de 2018, o setor do turismo gera diretamente mais de 5% do PIB nacional (13% considerando também o PIB gerado indiretamente) e representa mais de 6% do emprego .
A partir de 2018, os locais culturais italianos (que incluem museus, atrações, parques, arquivos e bibliotecas) somavam 6 610. As instalações de acomodação ativas são 218 327, para um total de 5 175 803 leitos . O fluxo turístico nas estâncias costeiras é de 53%; as cidades mais bem equipadas são Grosseto para quintas (217), Vieste para parques de campismo e aldeamentos turísticos (84) e Cortina d'Ampezzo para refúgios de montanha (20 ).

## Estatisticas

### Chegadas internacionais

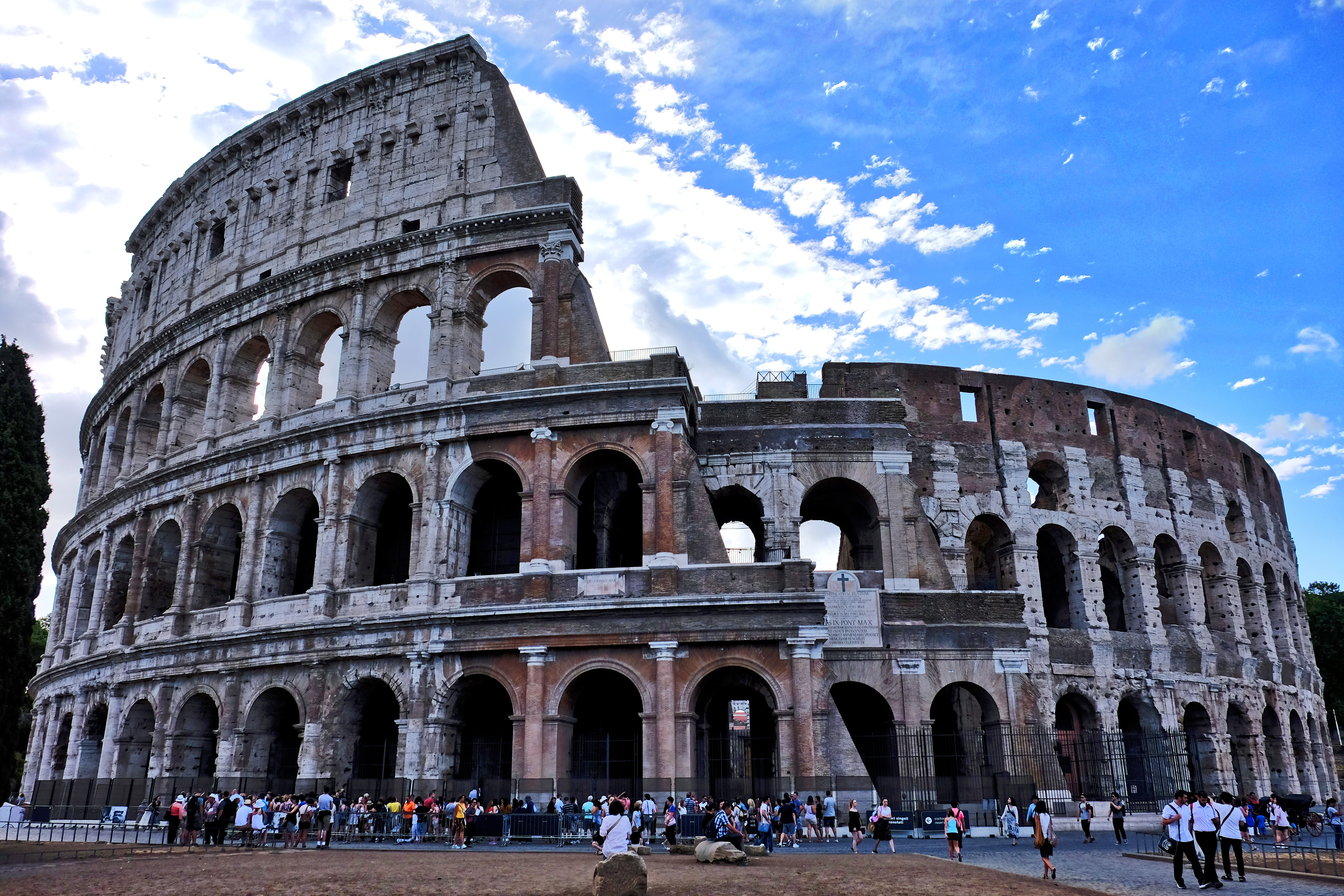
O Coliseu à Roma, uma das atrações turísticas mais importantes do mundo, com 7,6 milhões de visitas

Veneza, uma das cidades mais visitadas do mundo

Santa Maria del Fiore à Florença

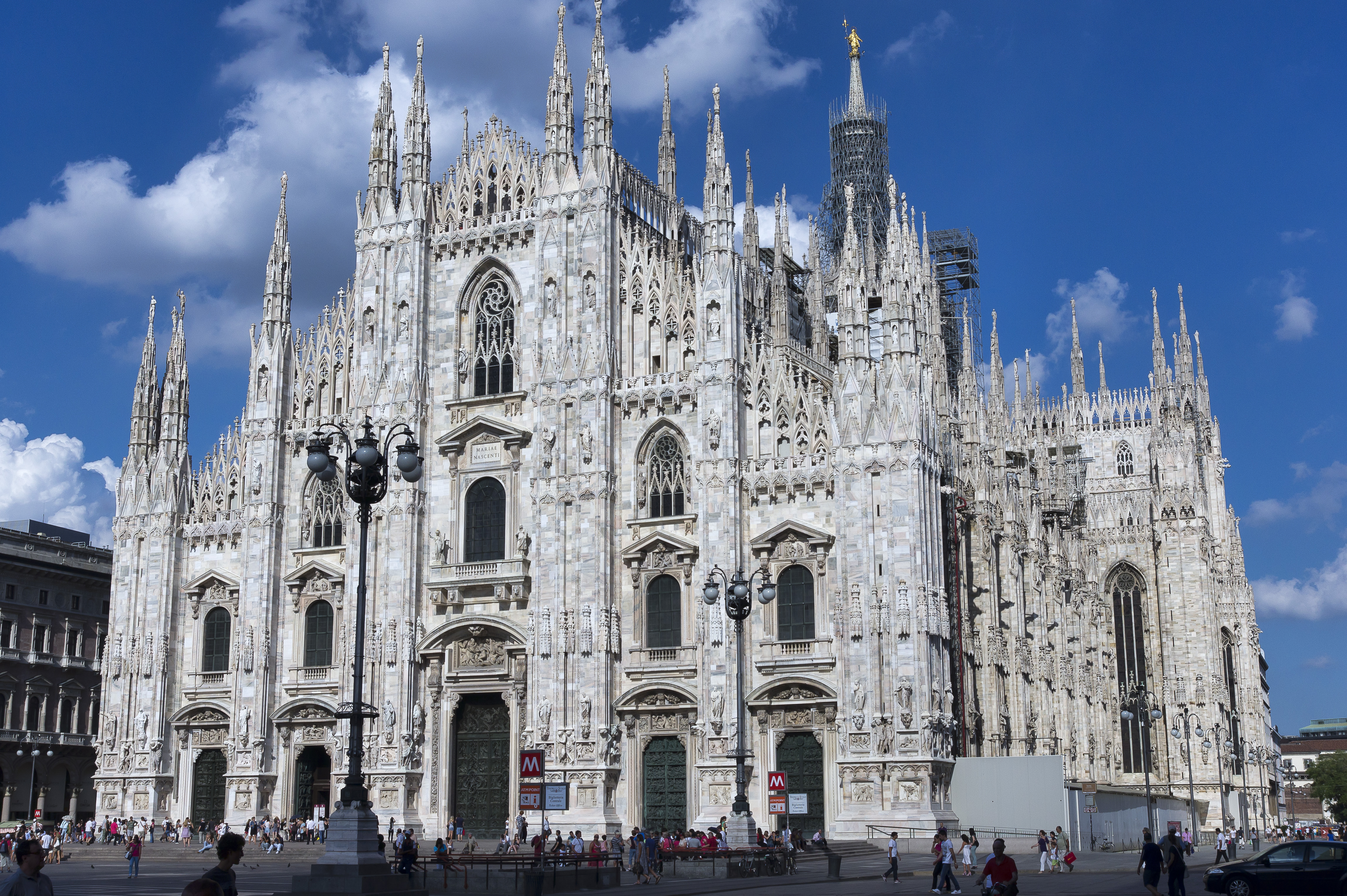
Duomo de Milão

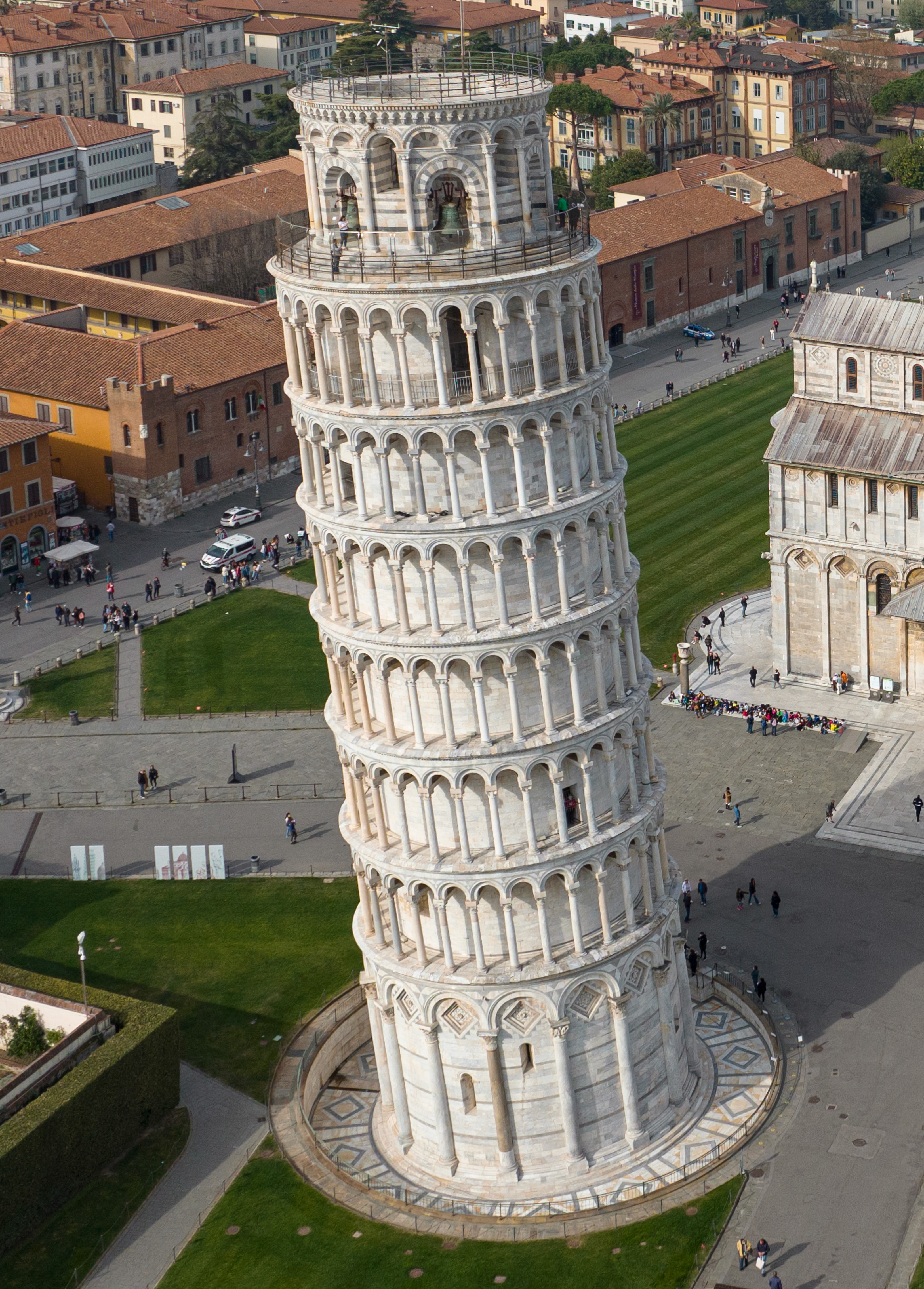
Torre de Pisa

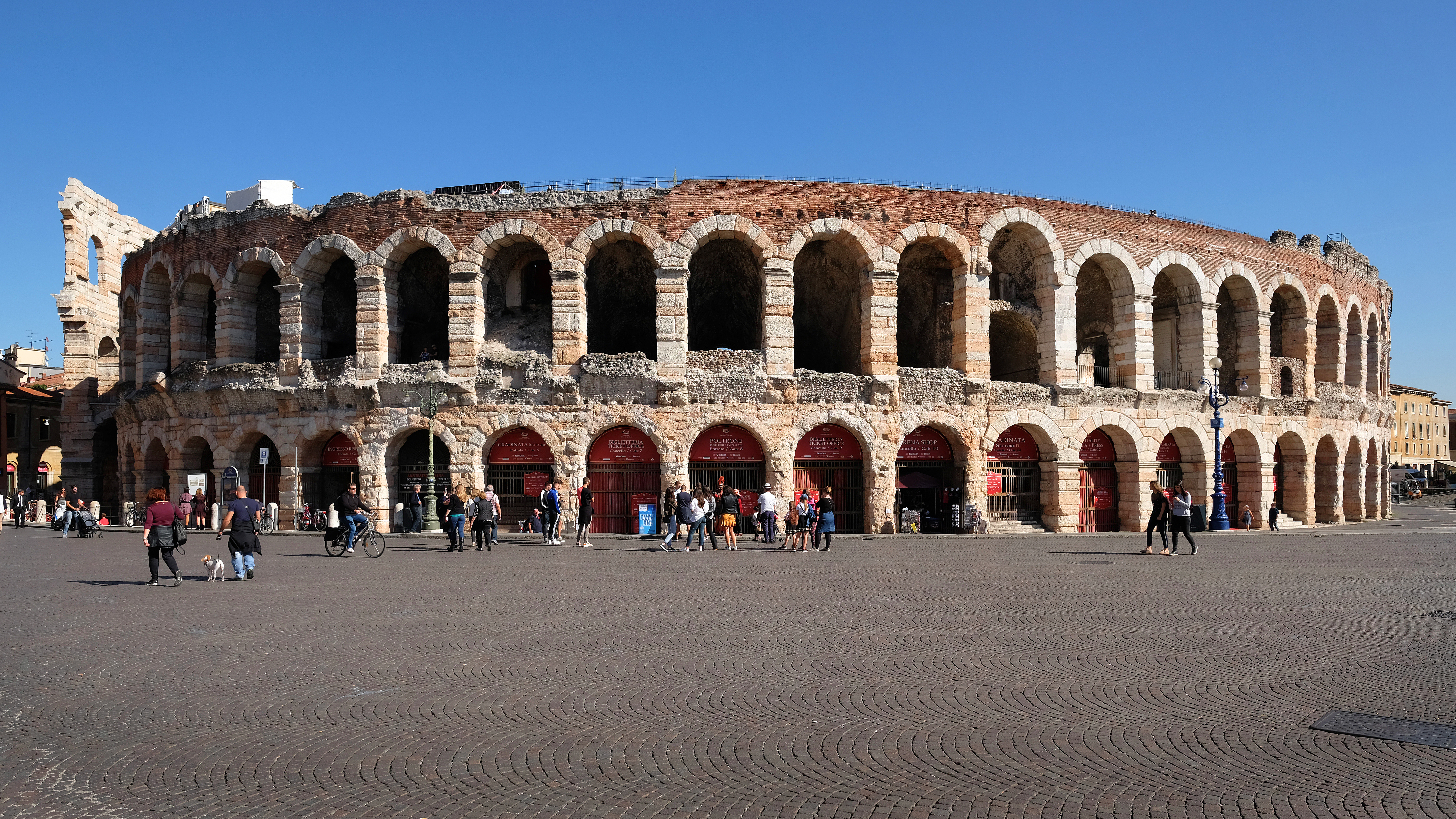
Arena de Verona

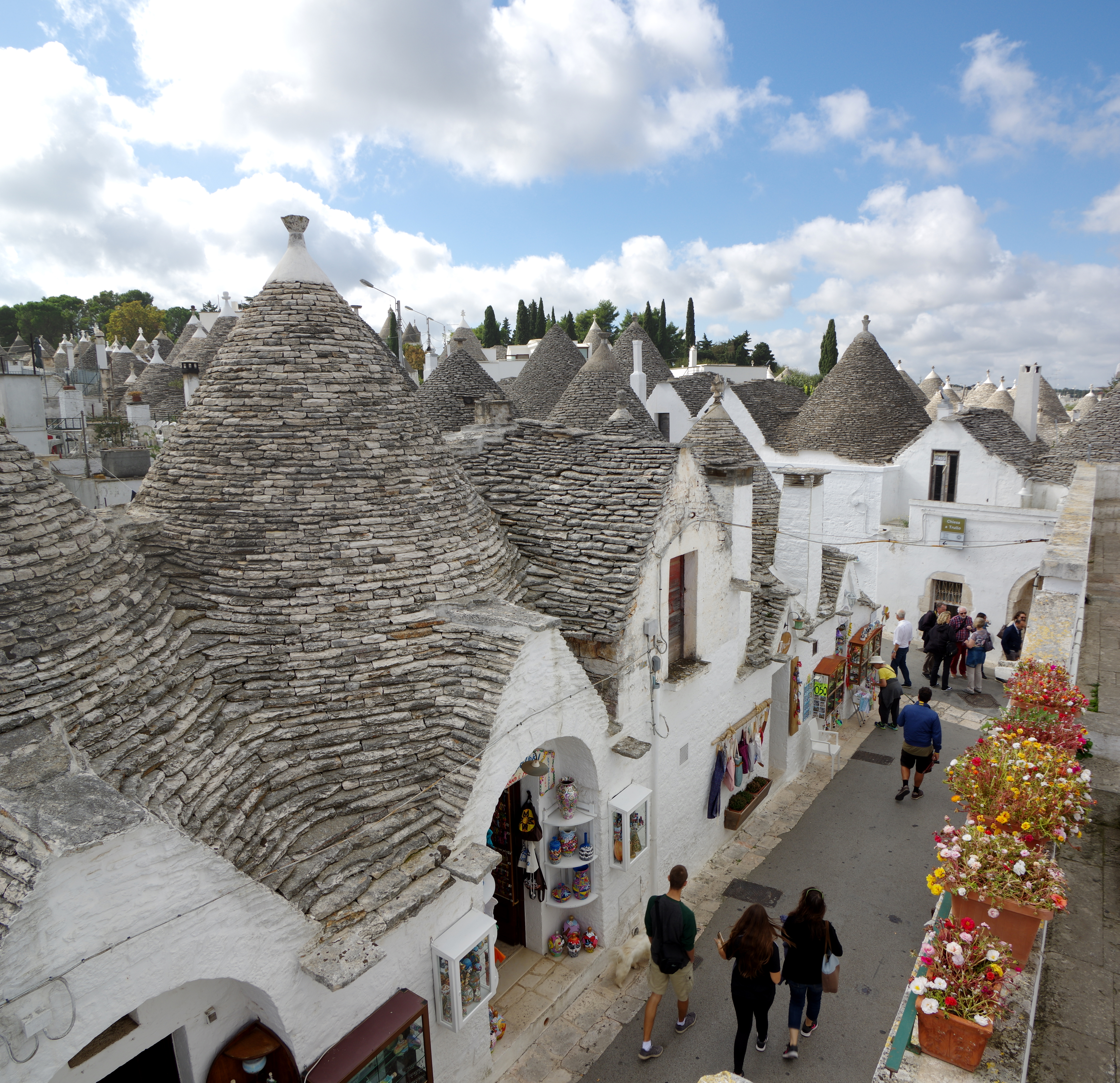
Turistas em Alberobello, um dos lugares mais visitados em Apúlia e Patrimônio Mundial da UNESCO

Em 2019, os principais países de origem estrangeira segundo dados do Istat foram:
| #  | Pais                          | Llegadas   |
| -- | ----------------------------- | ---------- |
| 1  | Alemanha                      | 12.832.334 |
| 2  | Estados Unidos                | 6.092.754  |
| 3  | França                        | 4.744.412  |
| 4  | Reino Unido                   | 3.695.112  |
| 5  | China                         | 3.167.960  |
| 6  | Suíça                         | 3.027.331  |
| 7  | Áustria                       | 2.648.203  |
| 8  | Espanha                       | 2.243.621  |
| 9  | Países Baixos                 | 2.137.760  |
| 10 | Rússia                        | 1.778.720  |
| 11 | Polónia                       | 1.593.692  |
| 12 | Otros países europeos         | 1.406.696  |
| 13 | Bélgica                       | 1.258.901  |
| 14 | Otros países asiaticos        | 1.282.925  |
| 15 | Japão                         | 1.133.118  |
| 16 | Brasil                        | 1.116.846  |
| 17 | Austrália                     | 1.049.285  |
| 18 | Coreia do Sul                 | 1.006.673  |
| 19 | Canadá                        | 948.176    |
| 20 | Chéquia                       | 900.502    |
| 21 | Roménia                       | 797.381    |
| 22 | Otros países sudamericanos    | 719.212    |
| 23 | Suécia                        | 697.407    |
| 24 | Dinamarca                     | 631.748    |
| 25 | Hungria                       | 610.697    |
| 26 | Argentina                     | 610.117    |
| 27 | Israel                        | 605.415    |
| 28 | Índia                         | 593.319    |
| 29 | Otros países medio-orientales | 537.669    |
| 30 | Irlanda                       | 459.011    |
| 31 | México                        | 413.514    |
| 32 | Portugal                      | 410.857    |
| 33 | Turquia                       | 404.344    |
| 34 | Noruega                       | 390.789    |
| 35 | Otros países                  | 362.967    |
| 36 | Grécia                        | 353.276    |
| 37 | Eslovênia                     | 330.638    |
| 38 | Croácia                       | 294.825    |
| 39 | Finlândia                     | 267.366    |
| 40 | Bulgária                      | 242.836    |
| 41 | Eslováquia                    | 239.772    |
| 42 | Africa mediterranea           | 209.352    |
| 43 | Otros países africanos        | 190.346    |
| 44 | Lituânia                      | 168.894    |
| 45 | Nova Zelândia                 | 140.019    |
| 46 | Malta                         | 128.442    |
| 47 | África do Sul                 | 110.147    |
| 48 | Luxemburgo                    | 94.622     |
| 49 | Letônia                       | 93.279     |
| 50 | Egito                         | 83.236     |
| 51 | Estónia                       | 78.398     |
| 52 | Venezuela                     | 48.017     |
| 53 | Islândia                      | 43.216     |
| 54 | Chipre                        | 34.296     |
|    | Total                         | 65.010.220 |

### Presencias turísticas por país
Em 2019 os principais países de origem estrangeira segundo dados do ISTAT foram:
| Rang | Pais                  | Noites      |
| ---- | --------------------- | ----------- |
| 1    | Alemanha              | 58.699.396  |
| 2    | Estados Unidos        | 16.302.928  |
| 3    | França                | 13.842.473  |
| 4    | Reino Unido           | 13.674.263  |
| 5    | Suíça                 | 10.806.529  |
| 6    | Países Baixos         | 10.320.382  |
| 7    | Áustria               | 9.520.238   |
| 8    | Polónia               | 6.203.982   |
| 9    | Rússia                | 5.819.444   |
| 10   | Espanha               | 5.789.755   |
| 11   | China                 | 5.355.907   |
| 12   | Bélgica               | 4.751.383   |
| 13   | Chéquia               | 4.127.567   |
| 14   | Dinamarca             | 3.058.530   |
| 15   | Austrália             | 2.881.036   |
| 16   | Brasil                | 2.824.686   |
| 17   | Roménia               | 2.765.252   |
| 18   | Canadá                | 2.665.209   |
| 19   | Japão                 | 2.544.362   |
| 20   | Suécia                | 2.372.891   |
| 21   | Hungria               | 2.210.468   |
| 22   | Irlanda               | 1.815.223   |
| 23   | Noruega               | 1.247.398   |
| 24   | Grécia                | 903.868     |
|      | Países extra-europeos | 17.437.507  |
|      | Otros países europeos | 5.311.276   |
|      | Total                 | 220.662.684 |

### Dados regionais de presenças turísticas
De acordo com dados regionais, em 2019 a presença turística na Itália foi de 428,8 milhões (212,3 milhões de residentes e 216,5 milhões de não residentes)
| #  | Region              | Noites totales | Residentes  | Non residentes |
| -- | ------------------- | -------------- | ----------- | -------------- |
| 1  | Véneto              | 69.229.094     | 22.346.943  | 46.882.151     |
| 2  | Trentino-Alto Ádige | 51.416.000     | 20.991.458  | 30.424.542     |
| 3  | Toscana             | 47.618.085     | 21.677.672  | 25.940.413     |
| 4  | Emília-Romanha      | 40.647.799     | 29.810.986  | 10.836.813     |
| 5  | Lombardia           | 39.115.354     | 15.662.408  | 23.452.946     |
| 6  | Lácio               | 36.684.847     | 13.827.665  | 22.857.182     |
| 7  | Campânia            | 21.689.412     | 10.421.059  | 11.268.353     |
| 8  | Apúlia              | 15.197.186     | 11.643.368  | 3.553.818      |
| 9  | Liguria             | 15.183.243     | 8.921.833   | 6.261.410      |
| 10 | Sicilia             | 15.135.259     | 7.436.386   | 7.698.873      |
| 11 | Piemonte            | 15.100.768     | 8.467.295   | 6.633.473      |
| 12 | Sardenha            | 14.940.111     | 7.237.520   | 7.702.591      |
| 13 | Marcas              | 9.656.538      | 7.937.303   | 1.719.235      |
| 14 | Calabria            | 9.277.810      | 7.215.475   | 2.062.335      |
| 15 | Friul-Veneza Júlia  | 9.022.550      | 5.157.667   | 3.864.883      |
| 16 | Abruzos             | 6.335.072      | 5.467.238   | 867.834        |
| 17 | Úmbria              | 5.937.298      | 3.751.576   | 2.185.722      |
| 18 | Vale de Aosta       | 3.606.289      | 2.085.928   | 1.520.361      |
| 19 | Basilicata          | 2.603.622      | 2.307.392   | 296.230        |
| 20 | Molise              | 448.600        | 127.283     | 35.891         |
|    | Itália              | 428.844.937    | 212.334.391 | 216.510.546    |

## Referencias
1. ↑  Predefinição:Web link
2. ↑  {{Web link |langue=fr-FR |titre=Itália, folha de país, PopulationData.net |url=https://www.populationdata.net/pays/italy/ |site=PopulationData.net | acessado em=2019-05-05} }
3. ↑  https://ec.europa .eu/eurostat /statistics-explained/index.php?title=Turism_statistics
4. ↑  [https: //www.bancaditalia.it/pubblicazioni/collana-seminari-convegni/2018-0023/Petrella_11dic.pdf «O peso do turismo na Itália, as características do demanda e capacidade de acomodação»] Verifique valor |url= (ajuda) (PDF). Banco da Itália. 11 de dezembro de 2018
5. ↑  Banco da Itália (18 de junho de 2019). [https: //www.bancaditalia.it/pubblicazioni/indagine-turismo-internazionale/ 2019-survey-turismo-Internazionale / Statistiche_ITI_18062019.pdf «Pesquisa sobre turismo internacional»] Verifique valor |url= (ajuda) (PDF)
6. ↑  https://www.sipotra.it/wp-content/uploads/2020/11/Tourism - resultados-anuais-estatísticos-para-o-setor-acomodação.pdf
7. ↑  [https: //www.repubblica.it/viaggi/2019/03/21/news/turismo_91_viaggiatori_sodonzatti_mete_culturali_italia-222188141/ «Turismo: 91% viajantes satisfeitos destinos culturais Itália»] Verifique valor |url= (ajuda). Repubblica.it. 21 de março de 2019. Consultado em 26 de julho de 2019
8. ↑  [https: //www.istat.it/it/files/ /2019/07 /infograficaIT.pdf «Turismo na Itália em 2018 - Movimentação de clientes e capacidade de estabelecimentos de hospedagem»] Verifique valor |url= (ajuda) (PDF). estat.it. Consultado em 18 de julho de 2019
9. 1 2 3  https://www.istat.it/it/files//2019/12/C19.pdf